# CR Belouizdad
De Chabab Riadhi van Belouizdad (in Arabisch: الشّباب الرّياضيّ لبلوزداد) beter bekend als Chabab Belouizdad, CR Belouizdad of meer eenvoudig als CRB, is een Algerijnse voetbalclub uit Belouizdad, een wijk van de hoofdstad Algiers die uitkomt in de Ligue 1 en wordt beschouwd als een van de Grote Vijf van Algerije met JS Kabylie, ES Sétif, MC Algiers en USM Algiers.
Opgericht in Belouizdad (een district van Algiers voorheen bekend als Belcourt tijdens de Franse koloniale periode) op 15 juli 1962 (tien dagen na de Algerijnse onafhankelijkheid van Frankrijk) als Chabab Riadhi de Belcourt dankzij de fusie van de Widad Riadhi de Belcourt (opgericht in 1947) en de Club Athéltique de Belcourt (opgericht in 1950). Sinds 15 oktober 2019, de club is eigendom van Madar Holding.
De Grote Chabab heeft altijd gespeeld in de top vlucht van de Algerijnse voetbal (sinds 1962), en is de enige club met MC Oran te hebben deelgenomen aan alle edities van het Ligue 1.
De Rood-witten spelen hun thuiswedstrijden in Stade du 20-Août-1955, bekend als De Keuken. Hun grootste rivalen zijn MC Algiers, USM Algiers en NA Hussein Dey.
CRB won negentien titels (zestien nationale titels en drie regionale titels) – zeven Algerijnse kampioenschappen, acht Algerijnse bekers, twee Algerijnse Super Cup, een Algerijnse League Cup en drie Maghrebijnse bekers der kampioenen. Zij zijn het eerste Algerijnse team om een regionale competitie te winnen (1970, 1971, 1972).
CRB is op de top van de Algerijnse Ligue 1 klassement met het record van de overwinningen, punten opgedaan en doelen gescoord in de top vlucht.
CRB is een van de meest populaire teams in Algerije samen met zijn aartsrivaal MC Algiers en wedstrijden tussen beide clubs staan bekend als The Big Derby en zijn altijd zeer beladen.

## Historie
De club werd opgericht op 15 juli 1962 als CR Belcourt na een fusie tussen 2 clubs: Widad Riadhi Belcourt en Athlétique Club de Belcourt. De club komt uit de wijk Belouizdad, dat in het koloniale tijdperk de naam Belcourt kreeg. In 1965 maakte de club een spectaculaire comeback. Ze verplaatsten van de laatste plaats naar de eerste, na een goede reeks van 9 opeenvolgende overwinningen. Dit leverde de eerste prijs in de clubgeschiedenis op: het landskampioenschap. Later volgden nog vele anderen prijzen, waaronder de Algerijnse beker en de Algerijnse League Cup. In 1966 won de club zelfs de dubbel. Na twee derde plaatsen werd de club in 1969 en 1970 opnieuw kampioen en bekerwinnaar. De club werd begin jaren zeventig ook drie jaar op rij kampioen van de Maghreb, waarin de club het opnam tegen de Tunesische en Marokkaanse kampioen.
Na deze gouden periode eindigde de club enkele keren in de middenmoot en nadat ze in 1976 net de degradatie konden vermijden werden ze in 1977 vicekampioen. De jaar nam de club ook de naam CM Belcourt aan. In 1980 werd de club nog vicekampioen maar verder speelde de club geen rol van betekenis meer. In 1987 werd opnieuw de originele naam aangenomen en een jaar later degradeerde de club. Na één seizoen keerde de club wel terug. In 1991 werd de huidige naam aangenomen.
In 1995 werd de huidige naam aangenomen. In 2000 werd de club dertig jaar na de laatste titel opnieuw kampioen. De club plaatste zich in 2001 voor de groepsfase van de Champions league, maar werd daar laatste. Belouizdad kon de titel verlengen maar in de Champions League gingen ze er nu in de eerste ronde uit tegen ASC Jeanne d'Arc.
Na twee plaatsen in de subtop flirtte de club opnieuw met de degradatie in 2004 en 2005. Hierna eindigde de club doorgaans in de middenmoot en af en toe in de subtop.

## Erelijst
| Nationaal                    |    |                                                      |
| Landskampioenschap           | 9× | 1965, 1966, 1969, 1970, 2000, 2001, 2020, 2021, 2022 |
| Beker van Algerije           | 8× | 1966, 1969, 1970, 1978, 1995, 2009, 2017, 2019       |
| Algerijnse Super Cup         | 2× | 1995, 2019                                           |
| Algerijnse League Cup        | 1× | 2000                                                 |
| Regionaal                    |    |                                                      |
| Maghreb Beker der Kampioenen | 3× | 1970, 1971, 1972                                     |

## Bekende Spelers
- Islam Slimani

ASO Chlef ·
CR Belouizdad ·
CS Constantine ·
ES Sétif ·
HB Chelghoum Laïd ·
JS Kabylie ·
JS Saoura ·
MC Alger ·
MC Oran ·
NA Hussein Dey ·
NC Magra ·
Olympique de Médéa ·
Paradou AC ·
RC Arbaâ ·
RC Relizane ·
US Biskra ·
USM Alger ·
WA Tlemcen ·